# Autoritratto con guanti
L'Autoritratto con guanti è un dipinto a olio su tavola (52x41 cm) di Albrecht Dürer, datato 1498 e conservato nel Museo del Prado di Madrid. L'opera è siglata e contiene l'iscrizione "Das malt ich nach meiner gestalt / Ich war sex und zwenzig Jor alt / Albrecht Dürer" ("Ho dipinto 
secondo le mie sembianze quando avevo ventisei anni. Albrecht Dürer").

## Storia
Nel 1498, stesso anno in cui fu pubblicata l'Apocalisse, Dürer realizzò il proprio Autoritratto con guanti, il secondo in pittura e il primo su supporto ligneo, dopo l'Autoritratto con fiore d'eringio a 22 anni ed altri disegni che lo ritraevano più giovane.
Il dipinto a metà del Seicento giunse in Inghilterra, dove entrò nelle collezioni di Carlo I. Quando il re fu giustiziato le sue raccolte vennero messe all'asta e l'Autoritratto finì in Spagna nel 1686, acquistato dalla famiglia reale. Dal 1827 si trova al Prado.

## Descrizione e stile
Il giovane artista si ritrae a mezza figura di tre quarti, voltato a destra e con lo sguardo rivolto allo spettatore. Lo sfondo è una stanza scura in cui si apre, a destra, una finestra che mostra un lontano paesaggio, alla maniera fiamminga.
Rispetto al precedente autoritratto del Louvre, Dürer si mostra ormai come un gentiluomo raffinato, la cui eleganza nel vestire riflette una nuova consapevolezza di appartenere a un'"aristocrazia del pensiero", come gli artisti-umanisti che aveva visto a Venezia. L'artista dopotutto aveva da poco registrato un primo, straordinario successo con la serie di stampe dell'Apocalisse, per cui l'omaggio a se stesso è più che mai meritato. L'opera inoltre rifletteva la consapevolezza dell'alto status del pittore in quanto artista, come aveva potuto constatare egli stesso, certo rimanendone stupito, nel suo primo viaggio a Venezia (1494-1495). Gli artisti in Italia godevano infatti di una posizione sociale più elevata che in Germania, interloquendo strettamente con aristocratici e intellettuali, mentre al nord delle Alpi erano ancora legati al concetto medievale di artista-artigiano. Lo stesso Dürer annotò con una certa amarezza in una lettera all'amico Pirckheimer, all'epoca del secondo viaggio a Venezia (1506), come lì fosse "un gentiluomo, mentre a casa un parassita".
Estremamente curata è l'acconciatura, con i fitti ricci biondi e lunghi, la barba definita con precisione e i vestiti scelti con cura, che lo dipingono come un giovane colto ed elegante, degno partecipe delle classi sociali più elevate.
L'espressione è fiera, ma non altezzosa, con una posa solenne ma umana. I vestiti bianchi e neri risaltano sullo sfondo, con dettagli sensuali come la grande scollatura tenuta appena dal cordone del mantello. L'artista era a Venezia negli anni della sua realizzazione, sicuramente frequentava le botteghe di Murano degli artisti come il Vivarini e de'Barbari, tanto da ricordare l'allievo dipinto nel Jacopo de' Barbari che, sebben di difficile assegnazione, era stato sicuramente visto dal Dürer